# Derek Jones
Derek Jones (Lake Forest, California, 5 de junio de 1984 - 21 de abril de 2020), fue un guitarrista estadounidense conocido por haber sido el guitarrista rítmico de la banda de post-hardcore estadounidense, Falling In Reverse, y también por haber sido el guitarrista rítmico de la banda de pop punk estadounidense, A Smile From The Trenches. Publicó cuatro álbumes de estudio con Falling In Reverse desde su incorporación en 2008.

## Biografía
Derek nació el 5 de junio de 1984 en Fountain Valley, California, Estados Unidos y murió el 21 de abril de 2020. Desde pequeño fue un apasionado del rock y empezó a tocar el saxofón, pero después empezó a tocar la guitarra. Se unió en 2006 a su primera banda, la cual sería A Smile From The Trenches, con la que dejó un E.P y un álbum de estudio. Sin embargo, la banda se separó en 2010 y Derek se mudó a Las Vegas para unirse a Falling In Reverse a mediados de 2010.

### Fallecimiento
El 21 de abril de 2020, Ronnie Radke anunció en sus redes sociales la muerte de Derek Jones, a los 35 años.
Las causas hasta la fecha no han sido reveladas. Ronnie dijo que no se había suicidado, pero se rumoreaba que esta había sido la causa y esta explicación se mantuvo como la teoría más común, dada la reciente muerte de su novia y su aislamiento durante la pandemia. Finalmente en 2022 Ronnie reveló la causa de la muerte de Derek en su libro I Can Explain, Ronnie reveló que Jones falleció a causa de un hematoma subdural.

## Carrera musical

### A Smile From The Trenches (2007-2010)
En el año 2007, Derek se unió a la banda de Pop Punk, A Smile From The Trenches. El 29 de junio de 2017 lanzan su primer EP titulado A Smile From The Trenches (E.P); en ese mismo año, la banda fue invitada al Vans Warped Tour junto con bandas como Escape The Fate entre otras.
El 13 de octubre de 2009 lanzaron su primer álbum de estudio titulado Leave the Gambling for Vegas, donde muchos los conocieron por tener la versión de la canción «Bad Romance» de Lady Gaga. En mayo de 2010, Derek deja la banda para unirse a Falling In Reverse, la banda se separó en septiembre de 2010.

### Falling In Reverse (2008-2020)
Derek conoció a Ronnie Radke en 2007 en el Vans Warped Tour cuando Radke aún era vocalista de Escape the Fate, esto ya que A Smile From the Trenches y Escape the Fate participaron en la gira. En 2008 fue contactado para formar parte de From Behind These Walls (actualmente Falling in Reverse) con Radke como vocalista, sin embargo, debido a que Radke fue sentenciado a 2 años de prisión este siguió en su primera banda. En mayo de 2010 tras dejar A Smile From The Trenches, Derek se muda a Las Vegas para unirse a Falling In Reverse, debido a que Ronnie Radke seguía en prisión la banda tuvo que esperar a que Ronnie saliera, en diciembre de 2010 tras ser puesto en libertad, la banda entra junto con Derek al estudio para grabar su primer álbum, este fue publicado en julio de 2011 titulado The Drug In Me Is You.
En junio de 2013 lanzarían su segundo álbum llamado Fashionably Late, el cual presentaba una fusión del post-hardcore con el rap. En febrero de 2015 lanzarían su tercer álbum titulado Just Like You, y en abril de 2017 su cuarto disco, titulado Coming Home, el cual sería su último álbum musical con la banda. Posteriormente lanzaron sencillos sin álbum los cuales fueron un éxito como «Losing My Mind», «Losing My Life», «Drugs» y su más grande éxito «Popular Monster», siendo su última aparición en noviembre de 2019.
En diciembre de 2019, Derek anuncia el fallecimiento de su prometida Christina Cetta, debido a eso dejó de aparecer en los conciertos con la banda a inicios de 2020 hasta el 21 de abril de ese mismo año en el cual Ronnie Radke anunció la muerte de Derek Jones. Derek, además de Ronnie, fue el único miembro "original" de la banda, ya que ha sufrido muchos cambios de miembros. Tras la muerte de Jones en 2020, Radke se convirtió en el único miembro original de la agrupación.

## Vida personal
Aparte de la música, Jones era fanático de los videojuegos y los tacos: tanto le gustaba la cadena de tacos estadounidense llamada Taco Bell, que en sus nudillos tenía tatuado el nombre de dicha cadena de comida. En 2015 se comprometió con Christina Cetta. En marzo de 2019 a Cetta le fue diagnosticado cáncer, por lo que Derek creó una campaña para recaudar los 100.000 dólares que se necesitaban para su tratamiento. La banda regaló camisas especiales a todos aquellos que donaron. El 19 de noviembre de 2019, Derek sufrió la muerte de su prometida, días después de que fuera hospitalizada después del empeoramiento de su cáncer, lo que provocó que la banda cancelara su gira, titulada Episode IV.

## Discografía
A Smile From The Trenches
- A Smile From The Trenches (EP) (2007)
- Leave The Gambling For Vegas (2009)

Falling In Reverse
- The Drug In Me Is You (2011)
- Fashionably Late (2013)
- Just Like You (2015)
- Coming Home (2017)